# Гаркалин, Валерий Борисович
Вале́рий Бори́сович Гарка́лин (11 апреля 1954, Москва — 20 ноября 2021, Москва) — советский и российский актёр театра, кино, телевидения и озвучивания, театральный педагог; народный артист Российской Федерации (2008). С 2002 по 2021 год — профессор РАТИ-ГИТИС.
Свои наиболее известные кинороли Гаркалин сыграл в фильмах «Катала», «Белые одежды», «Ширли-мырли» (в этой фарсовой комедии актёр сыграл четыре роли братьев-близнецов: Кроликова, Шниперсона, Алмазова и Кроликоу).

## Биография
Родился 11 апреля 1954 года в Москве. Отец заведовал гаражной мастерской; мать работала кассиром в столовой. Отслужив в армии, Валерий поступил в Государственное музыкальное училище имени Гнесиных.
В 1978 году окончил Музыкальное училище Гнесиных (факультет кукольного искусства, руководители Леонид Хаит и Сергей Образцов).
По окончании учёбы выпускники курса создали театр на колёсах «Люди и куклы», приписанный к Кемеровской филармонии (руководитель Леонид Хаит). Театр был очень популярен в конце 1970-х и в 1980-е годы, вместе с ним Гаркалин объездил весь Советский Союз. Спустя шесть лет он покинул театр и некоторое время служил в Центральном театре кукол у Сергея Образцова.

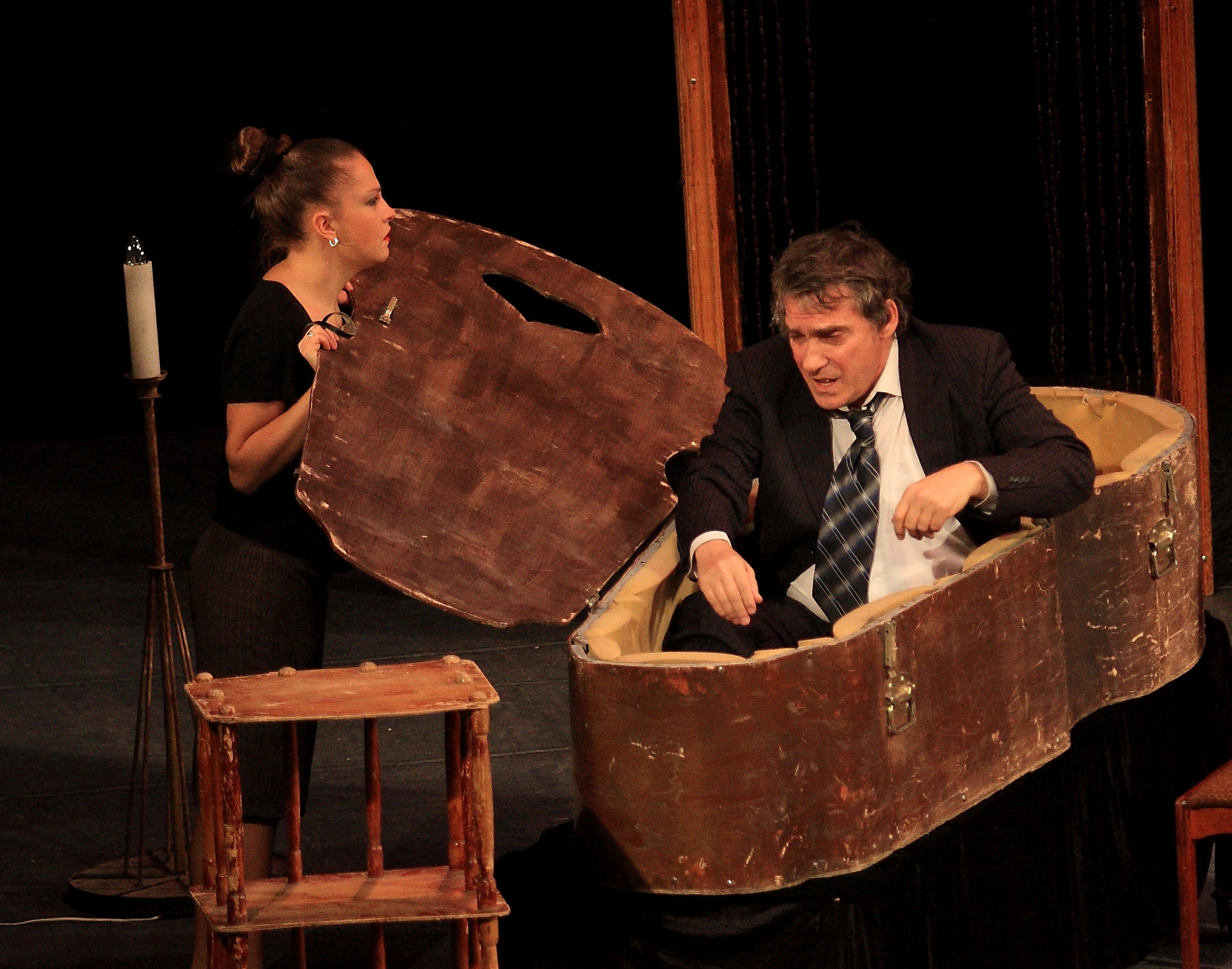
В роли олигарха в спектакле «Белла чао!»

В 1988 году окончил факультет эстрады и массовых представлений ГИТИСа (курс Вячеслава Шалевича). На сцене с успехом играл в различных жанрах — в классике, мюзикле, авангардных постановках. Критиками и зрителями была признана блистательно сыгранная им роль Петруччо в комедии Уильяма Шекспира «Укрощение строптивой».
Одновременно играл на сцене театра-студии «Человек».
Характерный комедийный актёр. Звёздным часом в кинематографе стала комедия режиссёра Владимира Меньшова «Ширли-мырли» (1995), где Гаркалин сыграл братьев-близнецов Кроликова, Шниперсона, Алмазова и Кроликоу.
До 2001 года был актёром Театра сатиры, затем выступал в антрепризных постановках: «Трактирщица» (Независимый театральный проект), «Чонкин» и «Бумеранг» (Продюсерская компания Анатолия Воропаева), «Стриптиз» (Театр-студия «Человек»). С 2007 года актёр Московского театра имени А. С. Пушкина.
Профессор ГИТИСа, педагог кафедры эстрадного искусства, с 2002 года руководил мастерской Факультета эстрады.
7 июня 2008 года Гаркалин, находясь на гастролях в Клайпеде, перенёс тяжёлый инфаркт, затем в ноябре 2008 года произошёл повторный инфаркт.
В марте 2014 года вместе с рядом других деятелей науки и культуры выразил своё несогласие с политикой российской власти на Украине и в Крыму.

#### Семья
- Жена Екатерина Гаркалина (21 апреля 1952, Москва — 15 февраля 2009, Москва), заслуженный деятель искусств Российской Федерации (2007)[5]. Окончила Московский государственный педагогический институт, проработала тридцать лет педагогом в Театре кукол Сергея Образцова. Заведовала экскурсионно-массовым отделом в музее театра[6] — крупнейшем собрании театральных кукол от античности до современности[7]. Публиковалась в журнале «Дошкольное образование»[8]. Скончалась от рака[9], похоронена на Миусском кладбище. В браке с Валерием Гаркалиным — с 1978 года и до конца жизни. Второй раз после смерти жены Валерий Гаркалин не женился.
  - Дочь Ника Гаркалина (род. 1983), театральный продюсер[10]. Зять Павел Акимкин (род. 1983), актёр Театра наций.
    - Внуки — Тимофей и Екатерина.

#### Болезнь и смерть
В начале октября 2021 года госпитализирован с коронавирусом. Сразу после поступления в медучреждение его ввели в кому.
Скончался 20 ноября 2021 года в Москве, на 68-м году жизни от полиорганной недостаточности, вызванной сепсисом и септическим шоком.
Прощание с актёром прошло 23 ноября в учебном театре Российского института театрального искусства. Похоронен на Миусском кладбище неподалёку от могилы жены (участок № 2). Координаты могилы — (55.794135, 37.59841). 28 апреля 2023 года на могиле актёра открыт мемориальный памятник. Авторами выступили скульпторы Микаэль и Ваге Согоян.

## Творчество

### Роли в театре

#### «Люди и куклы» (Кемеровская областная филармония 1978—1984)
- 1978 — «Алые паруса» по повести А. Грина — Грей (дипломный спектакль)
- «Осторожно, дети»

#### Театр кукол имени С. В. Образцова
- «Волшебная лампа Аладдина», пьеса Н. Гернет по мотивам сказок «Тысяча и одной ночи» (реж. С. В. Образцов) — Аладдин
- «Ноев Ковчег» — Дьявол

#### Московский театр сатиры(1988—2001)
Постановки Михаила Зонненштраля
- 1988 — «Контракт», по пьесе С. Мрожека — Магнус
- 1991 — «Папа, папа, бедный папа, Ты не вылезешь из шкафа, Ты повешен нашей мамой Между платьем и пижамой», по пьесе А. Копита — Джонатан
- 1993 — «Шизофрения, как и было сказано», по «Мастеру и Маргарите» М. А. Булгакова — Мастер и Понтий Пилат

Постановки Валентина Плучека
- «Ревизор», по пьесе Н. В. Гоголя — Хлестаков
- 1994 — «Укрощение строптивой», по пьесе У. Шекспира — Петруччо
- 1996 — «Трёхгрошовая опера», по пьесе Б. Брехта — Пичем[18]
- «Горячее сердце», по пьесе А. Н. Островского — Курослепов
- «Клоп», по пьесе В. В. Маяковского — Тапёр

#### Театр-студия «Человек»
- 1990 — «Стриптиз», по пьесе С. Мрожека (реж. Л. Рошкован)[19] — 2-й Мужчина
- 1992 — «Летний день» по пьесе С. Мрожека (реж. Мария Фрид, Швеция) — Неуд

#### Театр имени К. С. Станиславского
- 2002 — «Гамлет», по одноимённой пьесе У. Шекспира (реж. Д. Крымов)[20] — Гамлет

#### Московский драматический театр имени А. С. Пушкина
- 2007 — «Человек, зверь и добродетель», по пьесе Л. Пиранделло (реж. М. Бычков)[21] — Паолино

#### Лаборатория Дмитрия Крымова
- 2011 — «Катя, Соня, Поля, Галя, Вера, Оля, Таня…», по циклу рассказов И. А. Бунина «Тёмные аллеи» (постановка Д. Крымова)[22] — Бунин
- 2012 — «Как вам это понравится, или Сон в летнюю ночь», по пьесе Шекспира (постановка Д. Крымова)[23] — Шекспир

#### Студия SounDrama
- 2014 — «Двор», по пьесе Е. Исаевой (постановка В. Панкова), спектакль Гоголь-центра совместно со Студией SounDrama — Генка
- 2014 — «Война», по произведениям Ричарда Олдингтона, Николая Гумилёва и Гомера (постановка В. Панкова), спектакль МТФ имени А. П. Чехова и Эдинбургского фестиваля совместно со Студией SounDrama — Отец — Приам

#### Независимые театры и частные антрепризы
- 1990 — «День суда», по роману Ф. М. Достоевского «Братья Карамазовы» (реж. В. Саркисов) — Чёрт
- 1994 — «Банан», по пьесе С. Мрожека «Вдовы» (реж. Р. Козак) / «Независимая группа Аллы Сигаловой» — Официант[24]
- 1996 — «Моцарт и Сальери», по маленькой трагедии А. С. Пушкина (реж. В. Саркисов)[25] / Московский драматический театр под руководством Армена Джигарханяна — Моцарт
- 1997 — «Какая идиотская Жизнь», по пьесе А. Руссена (реж. В. Саркисов) — Жерар. Театральное агентство «Арт-Партнёр XXI»
- 1997 — «Ну всё, всё… Всё?», по пьесе Н. Брода (реж. В. Ахадов)[26]
- 1998 — «Ботинки на толстой подошве», по пьесе П. Гладилина (реж. Р. Козак) — Калошница. Театральное агентство «Арт-Партнёр XXI»
- 1999 — «Золото», по пьесе Й. Бар-Йозефа «Жених из Иерусалима» / «Трудные люди» (реж. Р. Козак)[27] — Арон
- 2000 — «Зима», по пьесе Е. Гришковца (реж. В. Шамиров) — Солдат № 2
- 2000 — «Новый», по пьесе Г. Слуцки (реж. Т. Кеосаян) — Валерий
- 2000 — «Козлёнок в молоке», по пьесе Ю. Полякова (реж. Э. Ливнев) / Театр имени Рубена Симонова[28] — Духов
- 2002 — «Трактирщица»[29] по пьесе К. Гольдони, режиссёр В. Шамиров — Маркиз Форлипополи. Независимый театральный проект
- 2002 — «Чонкин», по роману В. Войновича (реж. А. Кирющенко) — Афанасий Петрович Миляга, капитан НКВД[30]
- 2003 — «Бумеранг», по мотивам пьесы И. Жамиака «Месье Амилькар, или Человек, который платит» (реж. А. Кирющенко) — Александр
- 2005 — «Бумажный брак», по пьесе Г. Слуцки и С. Бодрова (реж. А. Огарёв) — Стивен. Театральное агентство «Арт-Партнёр XXI»
- 2005 — «Не плюй против ветра! или Архангелы не шутят», по мотивам пьесы Д. Фо «Архангелы не играют в крикет» (реж. А. Васютинский) — Ветер
- 2006 — «Муж моей жены», по пьесе М. Гаврана (реж. А. Огарёв) — Жакрец. Театральное агентство «Арт-Партнёр XXI»
- 2006 — «Белла Чао», по пьесе Э. Федотова (реж. Р. Овчинников)[31] — Андрей
- 2014 — «Наливные яблоки», — счастливая комедия; сценическая редакция: Р. Мадянов; по пьесе А. Н. Островского «Правда хорошо, а счастье лучше».

### Роли в кино
| Год       |     | Название                             | Роль |
| --------- | --- | ------------------------------------ | --- |
| 1977      | ф   | Аленький цветочек                    | парень в деревне (нет в титрах) |
| 1989      | ф   | Катала                               | Алексей Греков (Грек) (озвучивает Алексей Жарков)                                                                                               |
| 1991      | ф   | Оберег                               | человек-волк |
| 1991      | ф   | Царь Иван Грозный                    | опричник Василий Грязной |
| 1992      | ф   | Белые одежды                         | Фёдор (озвучивает Леонид Белозорович) |
| 1993      | ф   | Роль                                 | Андрей |
| 1993      | ф   | Я сама                               | Приходько |
| 1994      | ф   | Зона Любэ                            | заключённый «Сильный» |
| 1994      | ф   | Русская симфония                     | Борисыч |
| 1995      | ф   | Русский проект                       | рабочий на Гознаке («Будь счастлив, Пашка») |
| 1995      | ф   | Ширли-мырли                          | Василий Кроликов, аферист, вор / Иннокентий Шниперсон, дирижёр / Роман Алмазов, цыганский барон / Патрик Кроликоу, негр-стюард                  |
| 1996      | ф   | Старые песни о главном 2             | ухажёр-военный |
| 1997      | ф   | Бедная Саша                          | Николай Крышкин |
| 1999      | с   | Д. Д. Д. Досье детектива Дубровского | Платон Копчик, экстрасенс |
| 1999      | ф   | Женщин обижать не рекомендуется      | Борис Раппопорт, скрипач, первая любовь Веры |
| 1999      | ф   | Директория смерти                    | Каменецкий-Щедрин, писатель |
| 1999      | ф   | Святой и грешный                     | Дьявол |
| 2000      | ф   | Ландыш серебристый                   | Роман Кромин, композитор |
| 2000      | ф   | 8 марта                              | Стотский |
| 2000      | ф   | Дом для богатых                      | капитан Скороходов |
| 2000      | ф   | Герой её романа                      | «Индюк» |
| 2000      | ф   | Приключения Солнышкина               | капитан «Плавали-знаем» |
| 2000      | ф   | Нам – 75!                            | Имя персонажа не указано |
| 2001      | ф   | Наследницы                           | журналист Зарывайло |
| 2001      | с   | Остановка по требованию 2            | Ясинский, адвокат |
| 2001      | с   | Медики                               | Вольдемар Корнейчук «Золотая жила»; 7-я серия                                                                                                   |
| 2002      | ф   | Лифт уходит по расписанию            | Женя Кудряшов |
| 2002      | с   | Кодекс чести                         | террорист «Пилигрим» |
| 2002      | ф   | Русские амазонки                     | Имя персонажа не указано |
| 2003      | ф   | Ангел на дорогах                     | Имя персонажа не указано |
| 2003      | с   | Сыщики                               | Щелчков / уголовник Чума |
| 2003      | с   | Участок                              | рабочий Суслевич |
| 2004—2017 | с   | Ералаш                               | выпуски № 170, № 203 и № 321 ( эпизоды «Чувствительная натура», «Зараза», и «Где рубль?»; роли: уличный музыкант, доктор и учитель математики ) |
| 2004      | с   | Ландыш серебристый-2                 | Роман, композитор |
| 2004      | с   | Сёстры                               | Бурбыга |
| 2004      | ф   | Кожа саламандры                      | Авенир, аферист |
| 2004—2006 | с   | Фитиль (телеканал «Россия»)          | разные персонажи |
| 2004      | с   | Моя прекрасная няня                  | писатель Франсуа Ляпен, он же Фёдор Ляпкин |
| 2004      | ф   | Новогодние мужчины                   | Зюзя |
| 2005      | с   | Девять неизвестных                   | Константин Романович Савич, серийный убийца |
| 2005      | ф   | Продаётся дача                       | аферист |
| 2005      | ф   | Рекламная пауза                      | Кендибаров |
| 2005      | ф   | Ой, мороз, мороз!                    | Валера, сосед по дому |
| 2005      | ф   | Попса                                | Лев Малиновский (пение озвучил Евгений Осин) |
| 2005—2006 | с   | Люба, дети и завод…                  | Артур, друг (ухажёр) Любы |
| 2005      | ф   | Плюс бесконечность                   | Барзай |
| 2006      | ф   | Андерсен. Жизнь без любви            | принц Кристиан, затем король Дании Кристиан VIII                                                                                                |
| 2006      | с   | Рельсы счастья                       | любовник |
| 2006      | ф   | Жулики                               | хозяин квартиры |
| 2006      | с   | Национальное достояние               | продюсер |
| 2006      | ф   | Не было бы счастья…                  | директор агентства «Каре» |
| 2006      | ф   | Бедная крошка                        | Жук |
| 2006      | ф   | Весёлые соседи                       | Владимир Зуев |
| 2006      | с   | Иван Подушкин. Джентльмен сыска      | Сева, писатель-ловелас (Букет прекрасных дам, фильм 1)                                                                                          |
| 2006      | с   | Кто в доме хозяин?                   | официант Робер (серии «Ужин на двоих» и «Проделки Святого Валентина»)                                                                           |
| 2007      | с   | Бешеная                              | Роберт Сергеевич, импресарио Маргариты |
| 2007      | с   | Дом кувырком                         | Николай Олегович |
| 2007      | с   | Кровавая Мэри                        | граф |
| 2007      | ф   | Сокровище: Страшно Новогодняя сказка | Павел Петрович |
| 2007      | ф   | Убить змея                           | Мак-Грегор |
| 2008      | с   | Александр Македонский                | куратор |
| 2008      | ф   | Гуманоиды в Королёве                 | Герман Белов, инопланетянин, глава разведывательной миссии                                                                                      |
| 2008      | ф   | Не отрекаются любя…                  | Сергеев |
| 2008      | с   | Одна ночь любви                      | месье Шарль, учитель фехтования |
| 2008      | ф   | Короли игры                          | Николай Борисович Самохин, банкир |
| 2008      | с   | Гаишники                             | Александр Владиленович Балакирев (фильм «Профессор»), председатель Российского фонда культуры и искусства                                       |
| 2008      | с   | Гаишники                             | Криминальный авторитет (фильмы «Криминальный профессор», «Авария»)                                                                              |
| 2008      | с   | Гаишники                             | Степан Владиленович Балакирев, брат Александра Балакирева, учёный (фильм «Брат за брата»)                                                       |
| 2009      | ф   | Милосердный                          | майор |
| 2009      | ф   | Крыша                                | Евгений Валентинович, отец Лены |
| 2009      | док | Земля обетованная от Иосифа Сталина  | Михоэлс, глава Еврейского антифашистского комитета                                                                                              |
| 2009      | ф   | Марго: Огненный крест                | астроном (озвучил Александр Леньков) |
| 2011      | с   | Откровения                           | известный учёный, профессор (серия № 24 «Лаборатория»)                                                                                          |
| 2011      | с   | Земский доктор. Жизнь заново         | Леонид Матвеевич |
| 2011      | ф   | Олимпийская деревня                  | агент Смит |
| 2011—2012 | с   | Земский доктор. Продолжение          | Леонид Матвеевич |
| 2012      | с   | Дед Иван да Санька                   | дед Иван |
| 2012      | ф   | День додо                            | чучельник |
| 2013      | ф   | Осторожно: дети!                     | Имя персонажа не указано |
| 2013      | с   | Стройка                              | архитектор |
| 2014      | ф   | Я оставляю вам любовь                | Имя персонажа не указано |
| 2014      | с   | Паутина 8                            | Липарин (фильм № 5 «Красный феникс») |
| 2015      | ф   | Счастье — это… (киноальманах)        | психотерапевт |
| 2015—2018 | с   | Между нами, девочками                | Аркадий Геннадьевич Рябоконь, аккомпаниатор |
| 2015      | с   | Сватьи (2 сезон)                     | Семён Петрович, сосед семьи Мухиных |
| 2017      | кор | ПРО КИНО                             | Имя персонажа не указано |
| 2017      | ф   | Детки напрокат                       | дедушка Венеры |
| 2018      | ф   | Шахматная королева                   | Валентин Валентинович Седов, рецидивист |
| 2019      | ф   | Хандра                               | продюсер |
| 2020      | ф   | Живи своей жизнью                    | дядя Валера |
| 2024      | кор | ...десницею правды Моей              | Андрей |

### Озвучивание мультфильмов
| Год  |    | Название            | Роль                     |
| ---- | -- | ------------------- | ------------------------ |
| 2004 | мф | Знакомые нашей ёлки | папа / заяц              |
| 2016 | мф | Дневник Фокса Микки | Имя персонажа не указано |
| 2017 | мф | Тихий ужин без соли | тигр Туранский           |

### Дублирование
| Год  |    | Название              | Роль      |
| ---- | -- | --------------------- | --------- |
| 2007 | мф | Книга джунглей (1967) | питон Каа |

## Признание и награды
- Премия «Киношок» в номинации «Призы за лучшие роли» (1995).
- Почётное звание «Заслуженный артист Российской Федерации» (2000) — за заслуги в области искусства[36][37].
- Почётное звание «Народный артист Российской Федерации» (2008) — за большие заслуги в области искусства[38].
- Национальная анимационная премия «Икар» в номинации «Актёр» (2018) — за озвучивание мультфильма «Тихий ужин без соли» (2017).

## Память
Творчеству и памяти актёра посвящены документальные фильмы и телепередачи:
- «Валерий Гаркалин. „Жизнь после смерти“» («ТВ Центр», 2014)[39]
- «Валерий Гаркалин. „Грешен, каюсь…“» («Первый канал», 2019)[40][41]
- «Валерий Гаркалин. „Без ангела-хранителя“» («ТВ Центр», 2021)[42].